# Pekin (osiedle Sosnowca)
Pekin – (Pekin Katarzyński) - osiedle w Sosnowcu, w dzielnicy Zagórze. Dawna osada pomiędzy Klimontowem a  Konstantynowem. 

## Historia
Niewielka osada ukształtowała się na gruntach sieleckich oraz częściowo zagórskich dawnej huty Katarzyna, przy drodze z Konstantynowa do Klimontowa, w XIX wieku. Wybudowano tam szpital, który rozpoczął działalność w 1892 r.. Wokół szpitala powstały bloki dla jego pracowników. 
31 grudnia 1925 roku miasto nabyło szpital za sumę zł. 140.000 od Zjednoczonych Zakładów Górniczo Hutniczych, Modrzejów – Hantke Spółka Akcyjna. Przez wiele lat ordynatorem oddziału pulmonologicznego szpitala była dr med. Nadzieja Griniuk-Berdo, która przyjechała do Sosnowca w 1936 roku. Po jej śmierci w 1958 r. placówkę nazwano jej imieniem. Pod koniec szpital przekształcono na wyłącznie zakaźny.  Szpital wyburzono w 1979 r.
W rejonie Pekinu Katarzyńskiego, znajduje się cmentarz założony pod koniec XIX wieku, usytuowany przy ulicy 11 Listopada, administrowany przez Parafię pw. Niepokalanego Poczęcia NMP. Chowano tam przede wszystkim ofiary epidemii cholery, grypy „hiszpanki” czy gruźlicy. Cmentarz powszechnie nazywano Pekińskim.  

## Nazwa
Nazwa "Pekin" ma pochodzić od skojarzenia ze stereotypem rasowym: znaczna część pacjentów miejscowego szpitala chorowała na żółtaczkę, stąd skojarzenie z żółtym odcieniem skóry i, co za tym idzie, stolicą Chin, jako największym skupisku przedstawicieli "żółtej rasy".

Sosnowiecka tradycja wyróżnia trzy "Pekiny": 
- Katarzyński,
- Milowicki,
- Zawodzie[9].

Ponadto, przy ul. Koszalińskiej powstaje osiedle developerskie pod nazwą Nowy Pekin. 